# Thrinchostoma asianum
Thrinchostoma asianum är en biart som beskrevs av Sakagami, Kato och Itino 1991. Thrinchostoma asianum ingår i släktet Thrinchostoma och familjen vägbin. Inga underarter finns listade i Catalogue of Life.